# 극대 원소와 극소 원소
수학, 특히 순서론에서 극대 원소(極大元素, 영어: maximal element)와 극소 원소(極小元素, 영어: minimal element)는 부분 순서 집합에서 그와 비교 가능한 원소들 가운데 가장 크거나 가장 작은 원소이다. 이는 최대 원소, 최소 원소보다 약한 개념이다. 줄여서 극대원, 극소원이라고도 한다.
극대·극소 원소는 각각 존재하지 않을 수도, 유일하게 존재할 수도, 둘 이상 존재할 수도 있다. 극대 원소가 존재할 충분조건은 초른 보조정리에 의해 제시된다. 이 정리에 의하면, 부분 순서 집합의 모든 사슬이 상계를 가지면 그 부분 순서 집합은 극대 원소를 가진다. 이는 정렬 정리, 선택 공리와 동치인 명제이다.

## 정의
부분 순서 집합 {\displaystyle (P,\leq )}의 극대 원소 {\displaystyle M\in P}는 다음의 서로 동치인 두가지 정의가 있다.
- 모든 {\displaystyle x\in P}에 대하여, {\displaystyle M\leq x}라면 {\displaystyle M=x}이다.
- 모든 {\displaystyle x\in P}에 대하여, {\displaystyle \neg (M<x)}이다.

부분 순서 집합 {\displaystyle (P,\leq )}의 극소 원소는 반대 순서 집합 {\displaystyle P^{\operatorname {op} }=(P,\geq )}의 극대 원소이다. 즉, 다음의 서로 동치인 성질 중 하나를 만족하는 {\displaystyle m\in P}이다.
- 모든 {\displaystyle x\in P}에 대하여, {\displaystyle m\geq x}라면 {\displaystyle m=x}이다.
- 모든 {\displaystyle x\in P}에 대하여, {\displaystyle \neg (m>x)}이다.

## 존재성과 유일성

### 존재성
극대 원소와 극소 원소는 존재하지 않을 수 있다.
- 실수의 전순서 집합 {\displaystyle (\mathbb {R} ,\leq )}은 극대·극소 원소를 갖지 않는다.
- 실수의 부분집합 {\displaystyle [1,+\infty )}은 극대 원소를 갖지 않는다.

### 유일성
극대 원소와 극소 원소는 유일하지 않을 수 있다.
- '울타리'로 불리는 부분 순서 구조 {\displaystyle a_{1}<b_{1}>a_{2}<b_{2}>a_{3}<b_{3}>\cdots }에서, 모든 {\displaystyle a_{i}}는 극소원, 모든 {\displaystyle b_{i}}는 극대원이다.
- 적어도 두 원소를 포함한 집합 {\displaystyle A}에 대해 집합 {\displaystyle S=\{\{a\}:a\in A\}}와 그 위의 부분 순서 {\displaystyle \subseteq }를 정의하면, {\displaystyle S}의 임의의 서로 다른 원소는 비교가 불가능하므로, {\displaystyle S}의 모든 원소는 동시에 극대원이자 극소원이다.

## 다른 예
- {\displaystyle D:=\{2,3,4,6,9,12,18\}}은 자연수 36의 자명하지 않은 (즉 1과 자신을 제외한) 자연수 약수들의 집합이다. 이들에게 약수 관계에 의한 부분 순서를 주면 2, 3을 극소 원소, 12, 18을 극대 원소로 한다.
- 환 {\displaystyle R}의 고유 아이디얼({\displaystyle R} 전체가 아닌 아이디얼)들의 극대 원소를 극대 아이디얼이라고 한다.

## 최대·최소 원소와의 관계
모든 최대 원소는 극대 원소이며, 모든 최소 원소는 극소 원소이다. 그 역은 일반적으로 성립하지 않는다.
전순서 집합에서는 극대 원소와 최대 원소, 극소 원소와 최소 원소의 개념이 동등하다.
최대 원소와 최소 원소가 각각 많아야 하나뿐인 반면, 부분 순서 집합의 극대 원소와 극소 원소는 여러 개일 수 있다. 다만, 어떤 부분 순서 집합이 최대 원소를 갖는다면, 이는 유일하며, 또한 최대 원소가 아닌 극대 원소는 존재하지 않는다. 이는 최소 원소에 대해서도 마찬가지다.
극대 원소와 최대 원소가 동일시 되는 경우는 전순서뿐만이 아니다. 임의의 집합 {\displaystyle S}에 대해, 그의 멱집합과 포함 관계로 이루어진 부분 순서 집합 {\displaystyle ({\mathcal {P}}(S),\subseteq )}은 극대와 최대, 극소와 최소 원소가 각각 유일하며 같으나, 이는 일반적으로 전순서가 아니다({\displaystyle S}의 원소가 없거나 하나 뿐일 때에만 전순서이다).

## 응용
- 파레토 효율에서, 파레토 최적은 파레토 개선에 의한 부분 순서의 극대 원소를 찾는 것이다. 이러한 극대 원소들의 집합을 파레토 경계라고 한다.
- 결정이론에서, 허용 가능 결정 규칙은 지배 결정 규칙에 의한 부분 순서의 극대 원소이다.
- 현대 포트폴리오 이론에서, 위험과 회수의 곱순서에 대한 극대 원소들의 집합을 효율적 투자선이라고 한다.
- 집합론에서, 한 집합이 유한할 필요충분조건은 공집합이 아닌 임의의 부분집합족이 포함 관계에 의한 부분 순서에 대한 극소 원소가 존재한다는 것이다.
- 추상대수학에서, 극대공약수는 최대공약수를 원소들의 공약수들의 극대원이 유일하지 않을 수 있는 경우로 일반화한 개념이다.

## 같이 보기
- 최대 원소와 최소 원소